# Decaisnina signata
Decaisnina signata är en tvåhjärtbladig växtart. Decaisnina signata ingår i släktet Decaisnina och familjen Loranthaceae.

## Underarter
Arten delas in i följande underarter:
- D. s. cardiophylla
- D. s. signata